# Ciudadela de la dinastía Ho
La Ciudadela de la dinastía Ho (en vietnamita Thành nhà Hồ) es una ciudadela en Vietnam, construida por la dinastía Ho (1400-1407). Se encuentra en Tay Giai, distrito de Vinh Loc, en la provincia de Thanh Hoa, en el norte de la región de la Costa Central de Vietnam. 
La ciudadela es de planta rectangular. Su lado norte-sur mide 870,5 m de longitud y su lado este-oeste tiene 883,5 m de longitud. Hay cuatro puertas: una en el sur (puerta delantera), una en el norte (puerta trasera), una en el este (puerta izquierda), y otra en el oeste (puerta de la derecha). La puerta sur es de 9,5 m de altura y 15,17 m de ancho. La ciudadela fue construida a partir de bloques de piedra, cada uno de ellos es de 2 m × 1 m × 0,70 m de tamaño.
Con excepción de sus muros y entradas, el castillo está severamente deteriorado actualmente.
La Ciudadela fue proclamada por la UNESCO como Patrimonio de la Humanidad el 27 de junio de 2011.